# モーダカ

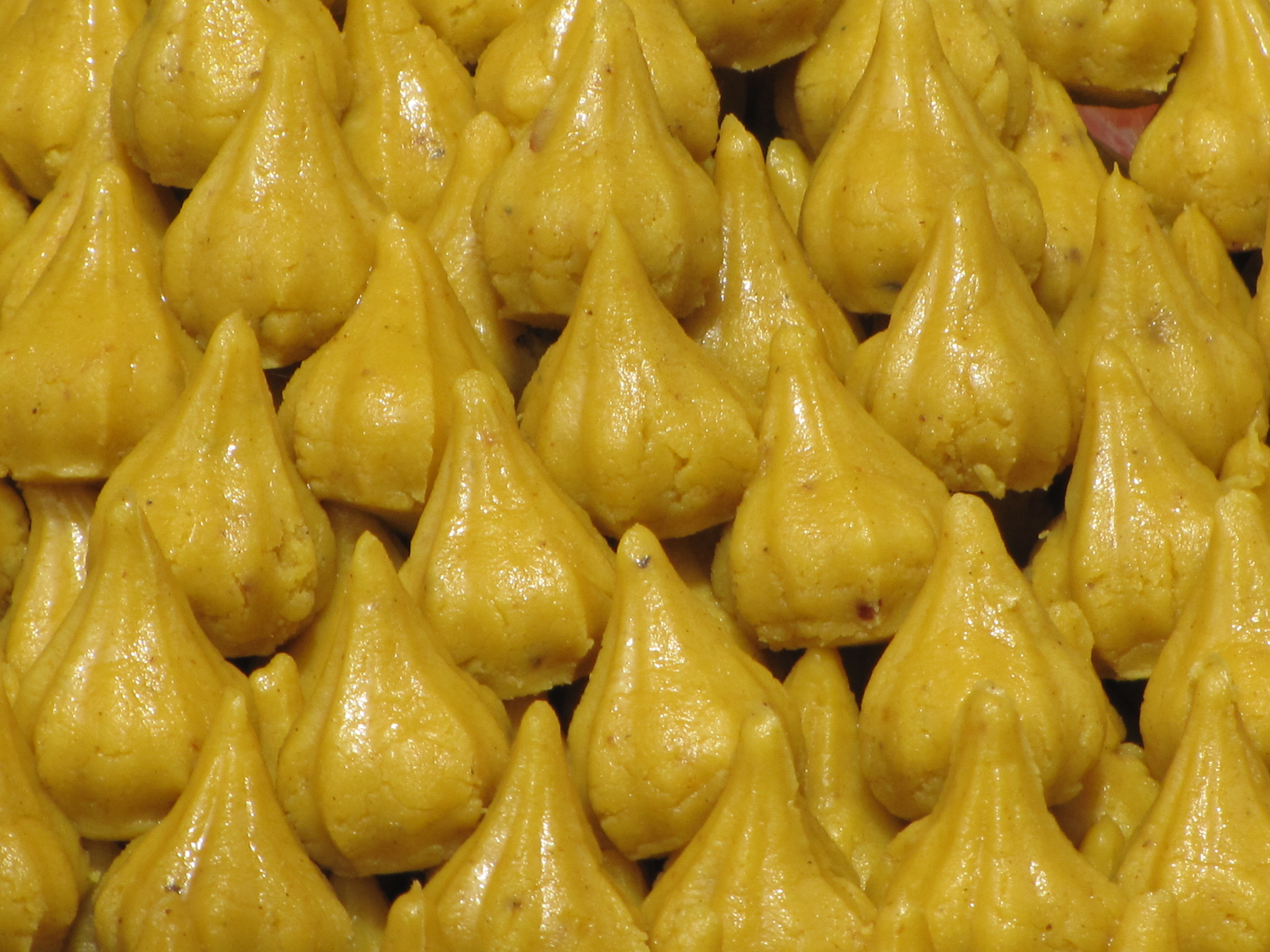
モーダカ

モーダカ（マラーティー語: मोदक, タイ語: ขนมต้ม, マレー語: Kuih modak, インドネシア語: Kue modak, ビルマ語: မုန့်လုံးရေပေါ်）とは、主に西インドと南インドで作られる伝統的な菓子である。マラーティー語、コンカニー語、グジャラーティー語ではモーダク（modak）、カンナダ語ではモーダカ（modhaka）またはカドゥーブー（kadubu）、タミル語ではモーダカまたはコジャッカッタイ（kozhakkattai）、テルグ語ではクドゥームー（kudumu）と呼ばれる。
米粉もしくは小麦粉を練った生地で、刻んだココナッツやパームシュガー（椰子糖）を混ぜて作った餡を包み、手または専用の型を用いてひだのある宝珠型に成形する。これを植物油で揚げるか、蒸した物である。蒸したモーダカはウクディチェ・モーダク（ukdiche modak）と呼ばれ、熱いうちに温めたギーをかけて食べてもよい。近年では、皮にシコクビエ粉を加えたり、ラドゥ(en)をアレンジしたり、餡にバナナやチョコレートを加えたモーダカも考案されている。
後にカルダモンがシナモンに変わったものが仏教とともに中国を通して日本に伝わり、清浄歓喜団という唐菓子になった。

## 宗教との関わり
ヒンドゥー教の神ガネーシャ神の好物であり神話にもモーダカを多量に食べている場面が存在する。絵画や彫刻ではモーダカを入れた器を持った姿で描かれることもある。このため、ガネーシャ神の別名をモーダカプリヤ（modakapriya、「モーダカを好む者」）という。ガネーシャ神の祭りガネーシュ・チャトゥルティーでは、プージャー(en)（供養）は必ず21個のモーダカを供えて終わり、信者にも聖餐（プラサド）としてモーダカが与えられる。神前に供えるモーダカは、小麦粉よりも米粉がふさわしいとされるが、小麦粉のモーダカが用いられることもある。
日本の仏教寺院で行われる歓喜天に清浄歓喜団を供える修法もこれを踏襲している。

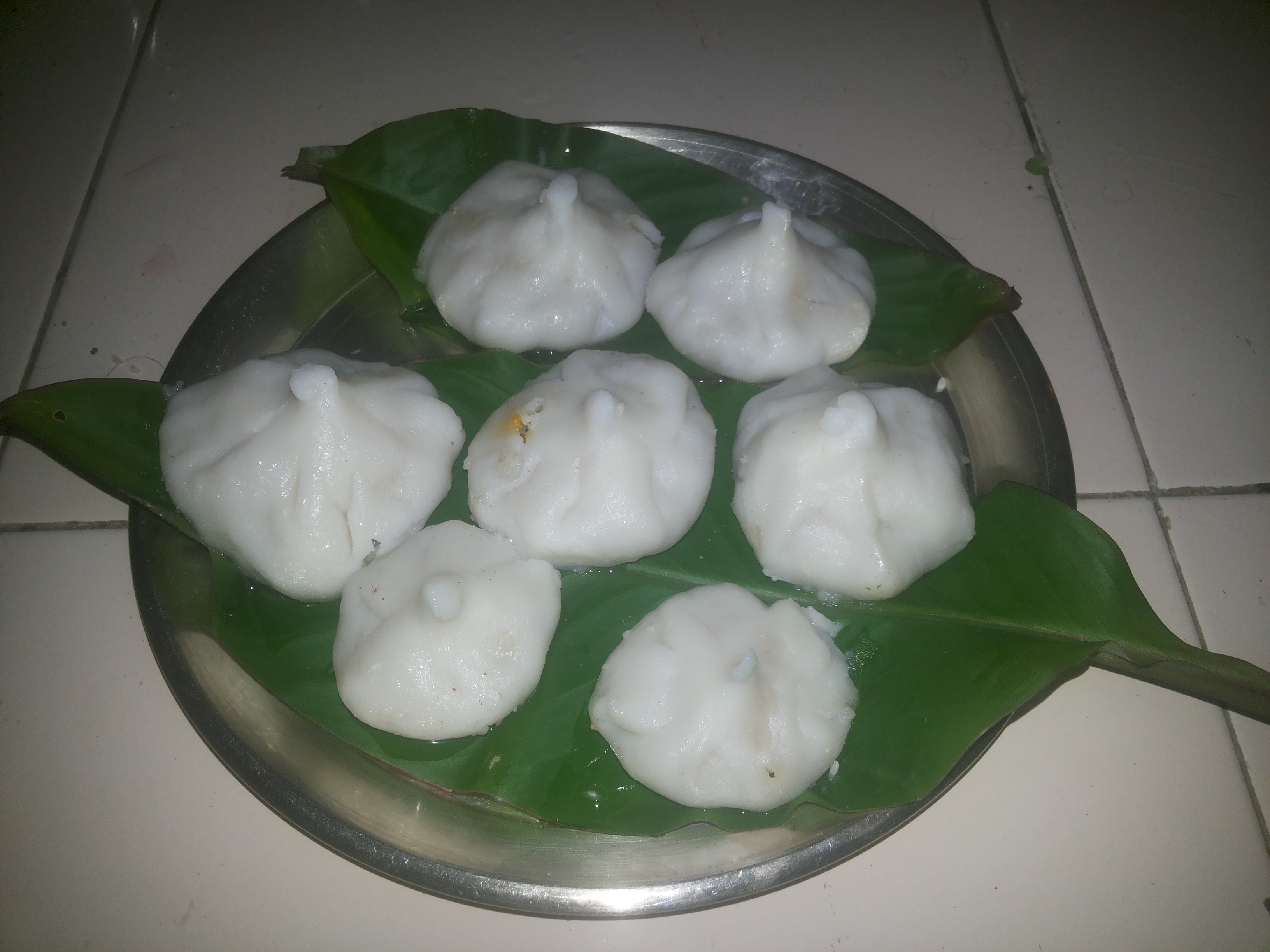
蒸しモーダカ
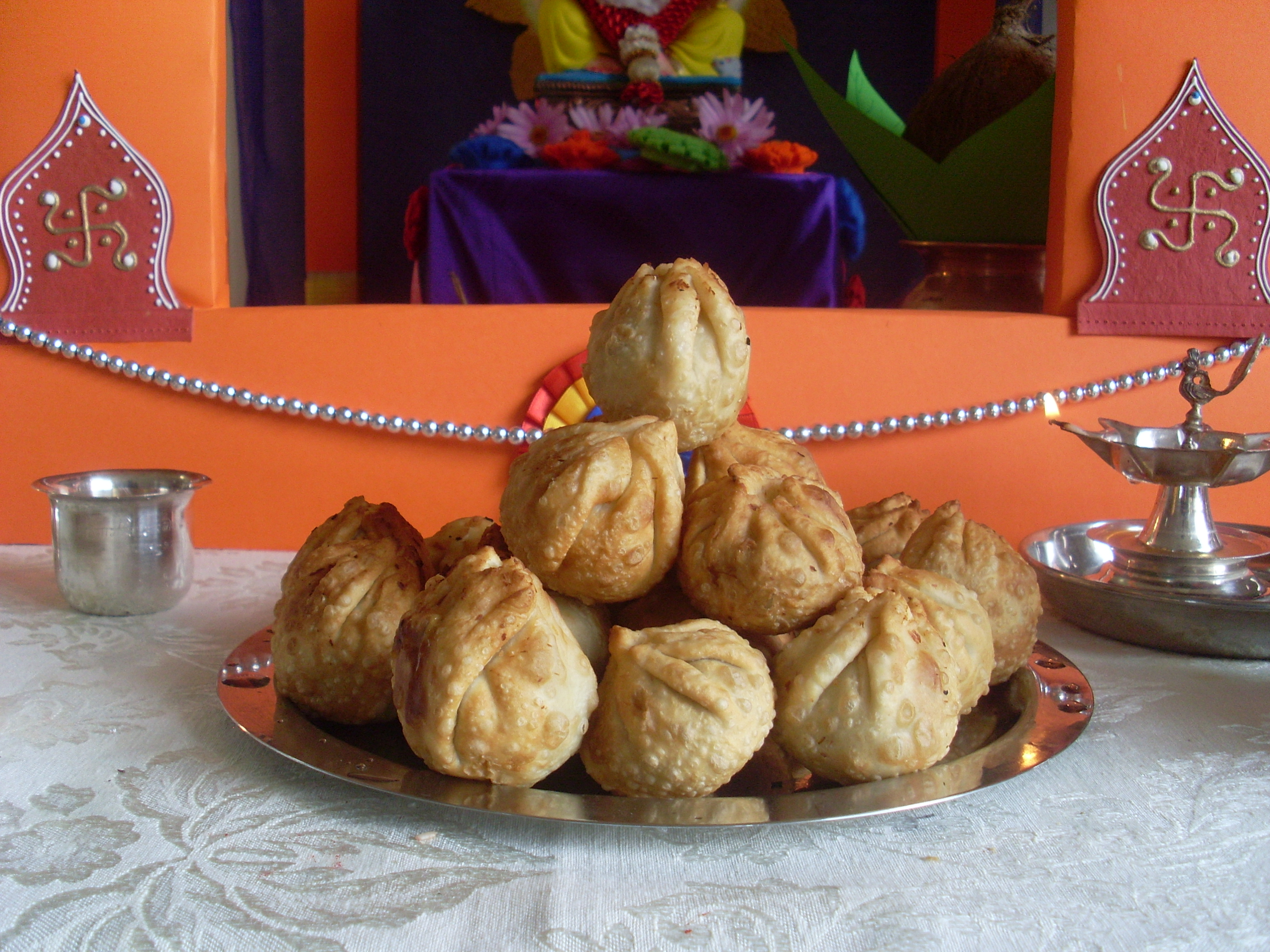
ガネーシャ神に供えられたモーダカ
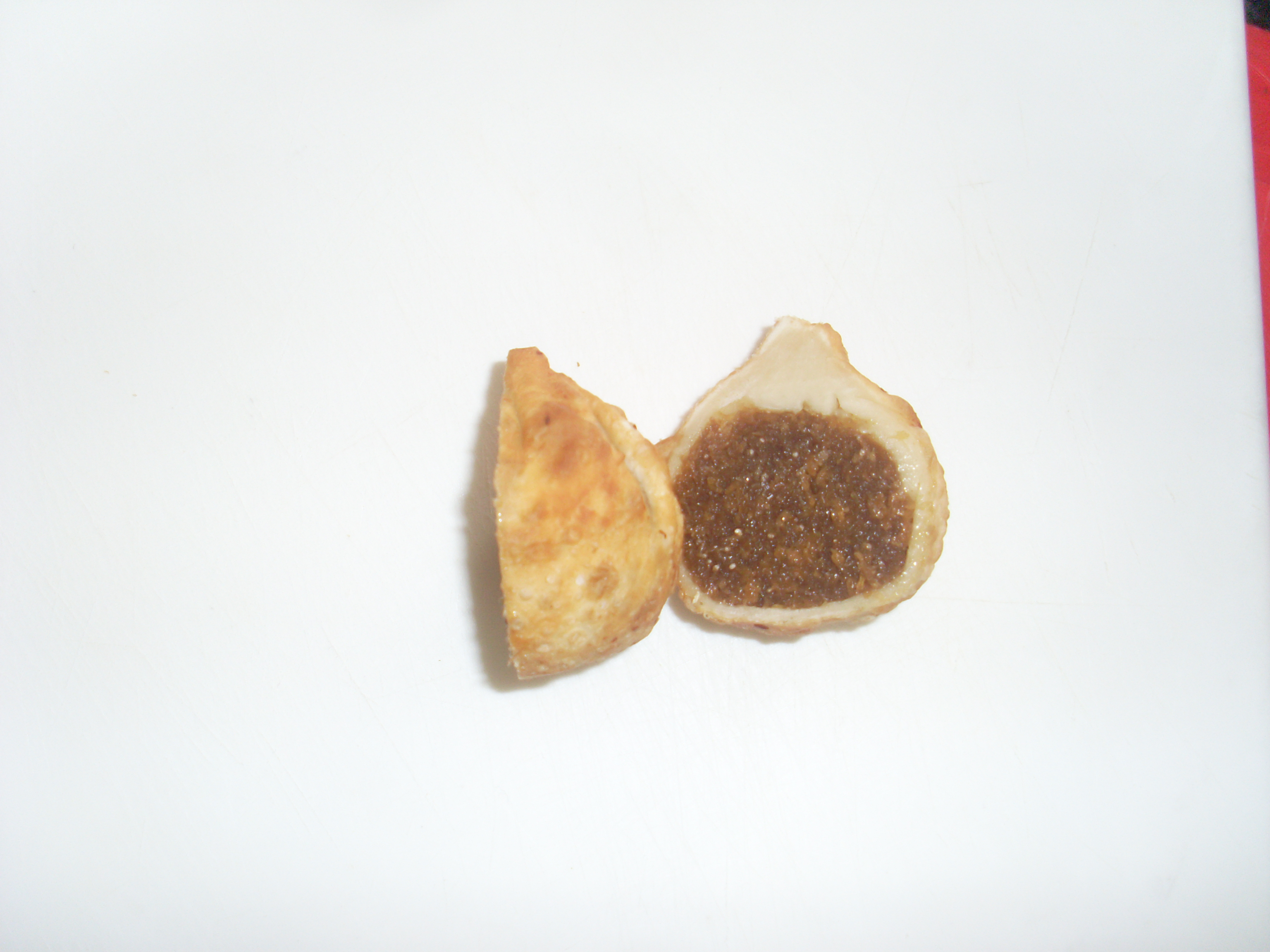
中身
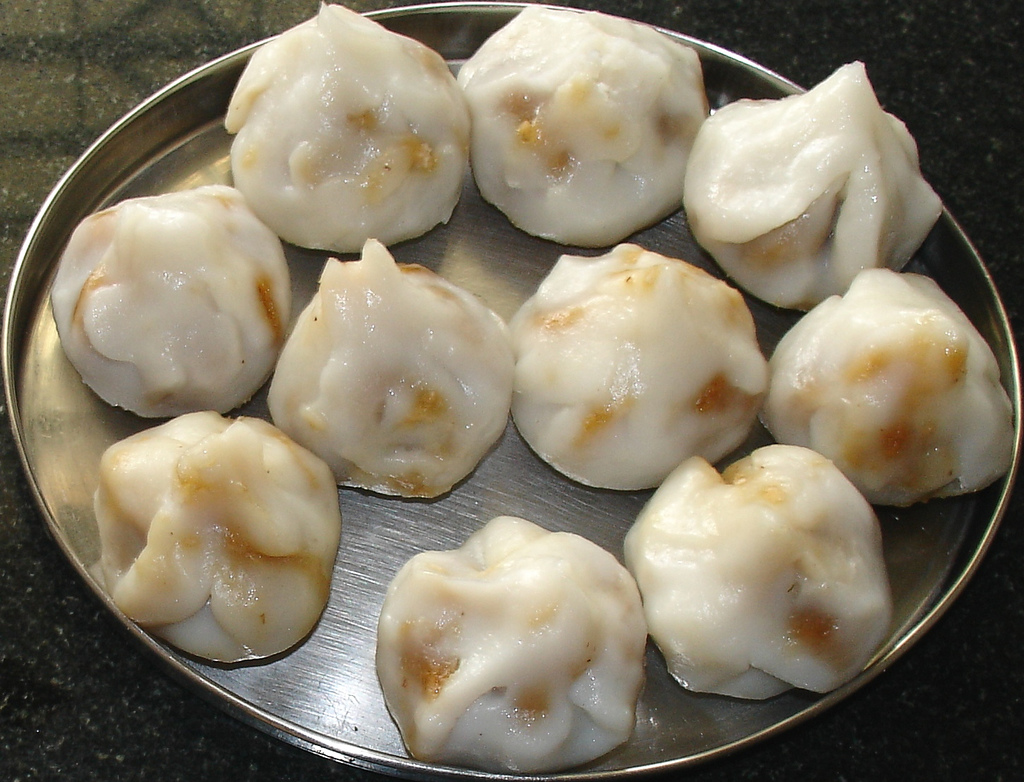
コジャッカッタイ(en)